# NGC 6415
NGC 6415 (również ESO 393-?18) – chmura gwiazd Drogi Mlecznej znajdująca się w gwiazdozbiorze Skorpiona. Odkrył ją James Dunlop 26 sierpnia 1826 roku.